# Jean Crusol
 (mars 2019).
Si vous disposez d'ouvrages ou d'articles de référence ou si vous connaissez des sites web de qualité traitant du thème abordé ici, merci de compléter l'article en donnant les références utiles à sa vérifiabilité et en les liant à la section « Notes et références ».
Jean Crusol, né le 20 septembre 1943 à Sainte-Luce (Martinique), est un économiste et homme politique français.

## Biographie

### Biographie résumée
Économiste de formation, Jean CRUSOL[pourquoi ?] est un intellectuel et homme politique français. Il est né dans une famille nombreuse (six enfants) et modeste du sud de la Martinique.
Après avoir fréquenté l'école primaire à Sainte Luce, alors un petit village de pêcheurs, il poursuit ses études secondaires à Fort-de-France, où il obtient son bac en 1961. Il commence ses études de Sciences Économiques à l’Institut Henri Vizioz (Annexe de l’Université de Bordeaux), seul établissement d’enseignement supérieur existant à cette époque aux Antilles Françaises. Il continue ses études, aux Universités de Bordeaux, Paris 1 Panthéon-Sorbonne puis Paris IX Dauphine. Il obtient deux doctorats en Sciences Économiques, puis l’agrégation du supérieur en 1990.
Parallèlement, Jean Crusol développe une importante activité de militant associatif et politique. D’abord membre de mouvements lycéens de gauche, il est, dans les années 1960, l’un des principaux animateurs de l’Association Générale des Étudiants Martiniquais (AGEM) à Bordeaux, puis à Paris.
Rentré à la Martinique après ses études, il enseigne à l’Université des Antilles et de la Guyane (UAG) et dans les Universités de la Caraïbe, tout en participant activement à la vie politique aux Antilles et Guyane Françaises, ainsi que dans la Caraïbe. Il occupe plusieurs postes électifs : Conseiller Régional, Conseiller Municipal de Fort-de-France, Député Européen. Il est aussi membre du Conseil Économique et Social (Paris) et président du groupe Outre-mer dans cette assemblée.
Il est professeur à l’UAG et, depuis mars 2010, membre du Conseil Régional de la Martinique. À ce titre, il préside la Commission des Affaires Économiques (CAE), l’Agence de Développement Économique de la Martinique (ADEM) et la Société de Développement Économique de la Martinique (SODEM).

## Parcours intellectuel

### Études secondaires et universitaires
Jean Crusol fait ses études secondaires au lycée Victor-Schœlcher de Fort-de-France, établissement où ont été formés nombre d’intellectuels martiniquais comme Aimé Césaire, Frantz Fanon, Edouard Glissant. Il obtient son bac en 1961 avec mention. Dès cette époque, il est frappé par l’insuffisance, voire l’absence de culture économique, scientifique et technique de la majorité des intellectuels et de la classe politique martiniquaise, tout autant que sa méconnaissance des réalités économiques locales et caribéennes. Ils ont pour la plupart une culture strictement littéraire. Ceci lui paraît très préoccupant. En effet, pense-t-il, comment trouver des solutions au développement d’une petite île, si l’on n’a pas la connaissance concrète et précise de ses réalités économiques, de ses contraintes et de ses potentialités ? Et si l’on ignore les principes de base des sciences économiques et des sciences sociales en général? Avec un groupe de jeunes martiniquais qui partagent cette même préoccupation…ainsi que des chercheurs métropolitains dont Roland Jouhandet-Bernadat, jeune professeur d’économie de l’Université de Bordeaux, il participe à la création au sein de l’Institut Vizioz, de la première année de licence en économie et du Centre d’Études Régionales Antilles Guyane (CERAG). Au cours des années 1960 à 1990, ce centre de recherche publiera dans ses « Cahiers » des articles qui marqueront l’histoire de la connaissance économique, sociale et culturelle des Antilles et de la Caraïbe.
Jean Crusol poursuit ses études d’économie à l’Université de Bordeaux, puis à l’Université de Paris-1-Panthéon-Sorbonne. C’est dans cette université qu’il obtient brillamment en 1965, son Diplôme d’Études Supérieures (DES) en Sciences Économiques, sous la direction du célèbre économiste brésilien, Celso Furtado, maître à penser de la CEPAL. Comme d’autres intellectuels progressistes latino-américains, il était alors en exil politique à Paris, après le coup d’État du Maréchal Castelo Branco et l’instauration du régime militaire au Brésil. Il suit aussi les séminaires et conférence de Fernando Henrique Cardoso, celui qui deviendra plus tard le Président de la République Fédérale du Brésil. Quelques années plus tard, il s’inscrira aussi au séminaire que tient Jacques Attali à l’Université de Paris IX.
Avide de connaissances et de culture, il s’inscrit chaque année, parallèlement à ses études de Sciences Économiques, à des certificats relevant d’autres disciplines : Sociologie Générale, Psychologie Générale, Anglais, Espagnol. Voyageant à travers l’Europe dès qu’il peut s’en procurer les moyens (en débarrassant des caves l’été, en faisant les vendanges, en faisant du stop…), il visitera de nombreux pays : Angleterre, Suisse, Italie, Espagne, Belgique, Yougoslavie... Cela lui permettra de comparer les cultures et de pratiquer les langues étrangères. À telle enseigne qu’à la fin de son cursus universitaire, il parle couramment l’anglais et l’espagnol.
Animateur de l’AGEM, Jean Crusol contribue fortement à la réflexion politique et sociale de la jeune élite antillaise, ainsi qu’à la vitalité culturelle de cette association estudiantine. Il fonde avec d’autres camarades un petit groupe de théâtre qui jouera des pièces d’Aimé Césaire, de Vincent Placoly, et des adaptations des œuvres d’autres auteurs de la Négritude, comme Guy Tirolien, Léon-Gontran Damas et Léopold Sédar Senghor.

### Retour au pays et découverte de la Caraïbe
Rentré à la Martinique en 1968, il enseigne à l’Institut Vizioz. Tout en préparant sa première thèse pour le doctorat d’État et en animant le CERAG, il introduit des enseignements nouveaux, portant sur les réalités locales et régionales, dans le cursus de l’enseignement de l’économie aux Antilles-Guyane. Il contribue activement à la création et au développement de l’Université des Antilles et de la Guyane.
En 1970, il est invité à l’Université des Indes Occidentales (UWI), université des pays anglophones de la Caraïbe. Il enseignera à l’Institut des Relations Internationales de Trinidad et interviendra sur les différents campus de la Caraïbe (Jamaïque, Barbade, Haïti…) pendant plusieurs années. Cette première ouverture vers la Caraïbe sera amplifiée dans les années suivantes. Parlant couramment l’anglais et l’espagnol, il sera invité à des conférences et des séminaires dans de nombreux pays de la région. Les pays de la Caraïbe anglophone bien sûr, mais aussi, les autres pays Caribéens : Porto Rico, la République dominicaine, Haïti, Cuba, les îles Hollandaises…Sa notoriété grandissant, il est invité dans des universités américaines : Université Internationale de Floride (FIU), l’Université de Miami, Howard University, Université de Nouvelle-Orléans, etc.
Pendant cette période, Jean Crusol rencontre les membres de la nouvelle génération d’économistes et de spécialistes des sciences sociales qui marquent le développement de ces disciplines dans la région caraïbe : William Demas, Gordon Lewis, Lloyd Best, Kari Levitt… Il étudie de près les différences et les similitudes caractérisant l’histoire, les économies et les sociétés actuelles de la Caraïbe et des Amériques. Il accorde une attention toute particulière à l’étude des États-Unis d’Amérique. 
En 1977, Jean Crusol obtient son doctorat d’État en sciences économiques à l’Université de Paris IX Dauphine. Sa thèse pionnière sur les économies insulaires est publiée en 1980 sous le titre « Économie Insulaire de la Caraïbe ». Il décide alors de préparer l’Agrégation des universités, et pour ce faire, présente un doctorat d’université à l’Université de Paris 1 Panthéon-Sorbonne en 1985. Cette seconde thèse porte sur « Les aspects théoriques et pratiques de l’intégration régionale ». Il obtient l’Agrégation du Supérieur en 1990. Depuis cette date, il exerce en tant que professeur des universités à la Faculté de Droit et d’Économie de la Martinique, à l’Université des Antilles et de la Guyane.
S’intéressant aussi à la littérature, il lit les écrivains et poètes de la Caraïbe et d’Amérique Latine (Vargas LLosa, Alejo Carpentier, Pablo Neruda, Luis Pales Matos, Price Mars, Derek Walcott, Edward Brathwaite…) Passionné de musique, en particulier de percussion, il pratique les rythmes traditionnels fondamentaux de la Caraïbe : de la Jamaïque (Cumina, Rasta…) ; de Cuba (Guaguanco, Rumba, Son…); des Antilles françaises (Bèlè, Gwoka, Léwoz…); de Trinidad (Rada…); d’Haïti (Vaudou, Meringue…). Il a fait plusieurs enregistrements de rythmes traditionnels sous des pseudonymes et ne rate jamais l’occasion de faire une «bœuf » avec son ami d’enfance, le musicien antillais Alain Jean-Marie, lorsqu’il lui rend visite!

## Engagement et responsabilités politiques

### Premiers combats politiques
Dès la fin des années 1970, Jean Crusol milite au sein du Parti Socialiste. Il se présente pour la première fois aux élections cantonales en 1976, à Sainte Luce dans, sa ville natale. Il obtient près d'un tiers des voix. Mais il préfère à cette époque poursuivre la préparation de sa première thèse, puis entamer le long cursus de l’agrégation. 
En 1984, Jean Crusol est nommé membre du Conseil Economique et Social, troisième assemblée de la République française, dans le corps de «Personnalités Qualifiées ». Il représente la Martinique durant deux mandatures (1984-1994) au sein du groupe des Départements et Territoires d’Outre-mer, dont il est le président.

### Député européen
Désigné pour représenter la Martinique sur la liste du Parti Socialiste conduite par Lionel Jospin, il entre au Parlement Européen en 1988. Son action est importante pour sauver et réformer la taxe de l’Octroi de mer, obtenir le classement des Régions d’Outre-mer dans la catégorie de régions d’objectif1 (régions bénéficiant de mesures spécifiques et d’un renforcement des fonds structurels pour le développement), préparer le Programme d'options spécifiques à l'éloignement et à l'insularité (POSEIDOM) et négocier la création de l’Organisation Commune de Marché de la Banane (OCMB) qui sera mise en œuvre en 1993.

### Premier secrétaire fédéral du PS
En 1990, porté par la « Nouvelle Génération Socialiste » qu’il a lancée deux ans plus tôt, il devient Premier Secrétaire de la Fédération Socialiste de la Martinique. Dès son accession aux responsabilités, la vieille garde du parti fait sécession. Elle crée un nouveau parti : le Parti Martiniquais Socialiste (PMS). La Fédération Socialiste de la Martinique perd ainsi les 3/4 de ses adhérents. Il faudra 14 ans d’efforts au nouveau premier secrétaire pour reconstruire le parti et lui redonner sa place sur l’échiquier politique martiniquais. Conduisant la liste Socialiste aux élections régionales, il obtient trois sièges aux élections de 1992 et 1998. En 2003, la Fédération Socialiste de la Martinique, compte plus d’un millier d’adhérents, trois conseillers régionaux, trois généraux, deux maires et un député!
Jean Crusol défend l’idée que les Fédérations Socialistes des Départements d’Outre-mer ont vocation à représenter le Parti Socialiste, au sein de l’Internationale Socialiste, dans leur zone géographique. Pierre Guidoni, alors Secrétaire national pour les relations internationales, lui confiera à plusieurs reprises la mission de représenter le PS aux congrès des partis membres de l’Internationale Socialiste dans la zone Caraïbe-Amérique-Latine (People National Party de la Jamaïque, Partido Revolucionario Dominicano de République dominicaine, Partido Liberal de Colombie…etc) et aux réunions de l’Internationale Socialiste.
En décembre 2003, sous la présidence de Jacques Chirac, le gouvernement de droite soumet à la consultation des Martiniquais et des Guadeloupéens, un texte visant l’évolution institutionnelle de ces départements vers la création d’une assemblée unique. Les termes de la consultation ne sont pas clairs. La fédération socialiste de la Martinique, comme tous les autres partis de gauche martiniquais, soutient le « oui ». Mais le Parti Socialiste (la direction nationale), il soutient le « oui » en Martinique et le « non » en Guadeloupe ! Pour conjurer cette tentative grossière de la part de la droite, d’abuser les électeurs, Jean Crusol décide de démissionner du poste de premier secrétaire fédéral qu’il occupe alors, pour reprendre sa liberté de parole et faire campagne pour le « non ». Et c’est le « non » qui l’emportera tant en Guadeloupe, où ce mot d’ordre est soutenu par Victorin Lurel (aujourd’hui ministre des Outre-mer), qu’à la Martinique !

### Rupture avec la Fédération Socialiste
Aux élections régionales de mars 2004, toujours membre du Parti Socialiste, Jean Crusol propose à ses camarades de conduire la liste des régionales, comme il l’a fait avec succès à deux reprises, en 1992 et 1998, pour continuer dit-il « à creuser notre sillon socialiste ». Il se heurte au refus des principaux responsables du parti qui préfèrent s’aligner derrière un parti dont le président avait non seulement avait préconisé le « oui » rejeté à la consultation populaire de décembre 2003, mais avait connu de sérieux ennuis judiciaires quelques mois auparavant. Le résultat de cette alliance est désastreux. La Fédération Socialiste de la Martinique n’obtient qu’un seul siège de conseiller régional. Jean Crusol conduit de son côté sa propre liste. Dès lors, la direction de la Fédération Socialiste de la Martinique demande et obtient son exclusion du Parti Socialiste.

### L’adhésion au Parti Progressiste Martiniquais
Alors que depuis 2004, il avait pris ses distances avec l’action politique, en 2008, Serge Letchimy, le nouveau Président du Parti Progressiste Martiniquais (Parti fondé par Aimé Césaire), fait appel à lui pour renforcer son équipe. Le PPM est, selon ses statuts, « un parti nationaliste, démocratique et anticolonialiste, inspiré de l'idéal socialiste [...] il entend dès maintenant, préparer le peuple martiniquais à assumer la responsabilité des décisions sur le plan politique, économique et social, sur le plan culturel, axer ses efforts sur le développement de la personnalité martiniquaise ». L'autonomie est son cheval de bataille. Il lui propose de préparer la stratégie du PPM pour les élections Européennes de 2009. L’ancien député européen accepte cette mission. Mais elle n’aboutira pas du fait de la position inconséquente du Parti Communiste Réunionnais. En effet, bien qu’étant un allié traditionnel du parti d’Aimé Césaire, il refusera l’alliance avec le PPM en 2009, pour maintenir sur sa liste, la candidate qui, en 2004, y représentait le PPM. Or cette candidate avait quitté le PPM, en 2006, pour participer à la création du Rassemblement Démocratique Martiniquais (RDM), parti né de la scission du PPM. 
En mars 2010, Jean Crusol est élu conseiller régional de la Martinique sur la liste du Parti Progressiste Martiniquais. Depuis, il préside la Commission des Affaires Économiques de la collectivité régionale et pilote plusieurs autres programmes, notamment celui du Schéma de Développement de l’Aménagement Numérique (SDAN).
En 2012, il joue un rôle actif dans la mise en œuvre de la stratégie d’insertion dans l’environnement caribéen que poursuivent les présidents des conseils régionaux de Martinique et de Guadeloupe, faisant désormais de ces régions des partenaires actifs de la Coopération caribéenne. Ainsi, est-il présent aux cérémonies historiques qui voient l’acception de la Martinique et de la Guadeloupe comme Membres Associés de l’Organisation des États de la Caraïbe Orientale (OECO) et de la Commission Économique Pour l’Amérique Latine et la Caraïbe (CEPALC).

## Principaux travaux et publications
Jean Crusol a publié ne nombreux livres et articles dans les domaines économiques, historiques, politiques et culturels. La liste ci-dessous ne reprend que ses livres et articles à caractère universitaire et scientifique.
- 2008 : Les îles a sucre, de la Colonisation à la Mondialisation Éditions les Perséïdes.
- 2005 : La place de la commande publique dans l’économie de la Martinique CERJDA vol 4
- 2005 : les marchés insulaires : aspects économiques CERJDA vol 3
- 2004 : les Antilles Guyane et la Caraïbe : coopération et globalisation l’Harmattan.
- 2002 : La coopération régionale entre les Départements Français d’Amérique et la Caraïbe dans la perspective de la globalisation, rapport préparé à la demande des ministres de l’Outre-mer et du Commerce Extérieur.
- 1998 : « Le développement de la Caraïbe : les leçons de cette fin de siècle ». in notes économiques du laboratoire d’Économie Appliquée (LEAD). Faculté de Droit et d’Économie de la Guadeloupe. Juillet 1998.
- 1996 : Le tourisme et la Caraïbe J. CRUSOL, F. VELLAS, ed l’Harmattan. Paris.
- 1996 : The Development of Tourism in Cyprus. An Encyclopodia of international Tourism.
- 1995 : « La Caraïbe entre l'Union Européenne et L’ALENA » Revue d'Économie Régionale et Urbaine No 2. Université de Bordeaux.
- 1994 : « La coopération Régionale entre les Antilles-Guyane et la Caraïbe : de nouvelles responsabilités pour les politiques ». In Guadeloupe, Martinique et Guyane dans le monde Américain. M. BURAC, éd. Université Antilles-Guyane.
- 1994 : L’intégration des DOM à la CEE: bilan d'étape à la veille de 1993. - L’Outre-Mer et l'Europe communautaire. E.JOS - D. PERROT, Economica.
- 1993 : Il y a-t-il un marché Caribéen ? - CEDAAG -UAG, Larieux éd. Université de Toulouse.
- 1993 : « Haïti dans l'économie internationale d'aujourd'hui » - in la République Haïtienne - G. Barthelemy - C. Gérault Adec Karthala
- 1991 : La coopération régionale entre les États ACP, les Territoires et Départements d'Outre-Mer dans la zone caraïbe. Conseil Economique et Social - JO du 9 juillet 1991 - Paris.
- 1991 : « Il Caricom . Bilancio e prospective », revue Aque e terre -Venezia Italia.
- 1990 : La problématique DOM-EUROPE - Colloque Stratégie Europe - Chambre de Commerce et d'industrie de la Martinique, Fort de France.
- 1989 : Bilan et perspectives de l’intégration des DOM à la CEE. J.C. FORTIER Questions sur l'administration des DOM Economica 1990 - Paris.
- 1989 : L'enjeu des Petites Économies Insulaires J.CRUSOL et all, Economica- 1989.
- 1986 : « Politique monétaire dans les très petites économies insulaires » Revue Monde en développement - Paris.
- 1986 : « Les principaux enjeux économiques de la stratégie américaine - Le CBI » - Revue Politique et Parlementaire - Paris.
- 1986 : Les Antilles Françaises - Problèmes et Avenir CCIM - CFERLE - Fort de France.
- 1985 : Théorie et Pratique de l'Intégration en Économie Insulaire Thèse pour le doctorat d’université -Paris 1 Panthéon-Sorbonne.
- 1984 : « An Economic Policy for MARTINIQUE ». In Dual Legacies in the contemporary Caribbean P. Sutton, éd. Great Britain.
- 1980 : Économies Insulaires de la Caraïbe Ed. Caribéenne -Paris
- 1980 : Program for agriculture in island plantation Economies World Development.
- 1980 : « L'impact de la sous-Traitance Internationale dans l'intégration Régionale » - Revue du Centre de Développement de l'OCDE - Paris.
- 1979 : « Monetary and Economic Problems of Island Plantation Economies » - Zeitschrift - Berlin.
- 1977 : « Déséquilibre de la Croissance Excentrée en Économie de Plantation Insulaire ». Revue d'Économie Politique - Paris.
- 1977 : « Imballances in externally propelled growth, in an insular plantation economy » Caribbean Yearbook of international relations - Trinidad and Tobago.
- 1976 : « Quelques aspects de la Départementalisation aux Françaises » Revue Economique du Sud-Ouest, Université de Bordeaux.
- 1974 : « L'Économie de la Barbade » L'Encyclopédie Antillaise - Martinique. Éditions Désormeaux.
- 1974 : « L'Économie de TRINIDAD et TOBAGO » L'Encyclopédie Antillaise - Martinique. Éditions Désormeaux.
- 1973 : La Martinique, Économie de Plantation : Survol historique CERAG - Martinique.
- 1971 : La Croissance Economique de la Martinique : 1949 - 1969 CERAG - Martinique.